# General Alvear (Mendoza)
Pour les articles homonymes, voir General Alvear.
General Alvear est une localité argentine située dans la province de Mendoza, et le chef-lieu du département de General Alvear. 

## Géographie
Elle est l'une des villes principales du sud de la province de Mendoza. Sa croissance appréciable est basée sur le fait qu'elle est construite au centre d'une oasis de 30 000 hectares irrigués par les eaux du Río Atuel, superficie en expansion ces dernières années. La ville est construite à 468 mètres d'altitude.
La ville est située au niveau de l'embranchement de la route nationale 188 avec la route nationale 143.

## Démographie
La population du département selon le recensement de 2010 par l'Indec est de 49 499 habitants. La ville comptait 26 342 habitants en 2001, ce qui représentait un accroissement de 11,2 % vis-à-vis des 23 699 recensés en 1991. Par sa population c'est la 5e agglomération de la province de Mendoza.